# Euplectrophelinus meridionalis
Euplectrophelinus meridionalis är en stekelart som först beskrevs av Jean Risbec 1952.  Euplectrophelinus meridionalis ingår i släktet Euplectrophelinus och familjen finglanssteklar. Inga underarter finns listade i Catalogue of Life.